# Boromo
Cet article concerne la ville chef-lieu. Pour le département et la commune urbaine, voir Boromo (département).
Cet article concerne le département et la commune urbaine. Pour la ville chef-lieu, voir Boromo.
Boromo est un département et une commune urbaine de la province des Balé, situé dans la région de la Boucle du Mouhoun au Burkina Faso.

## Géographie

### Démographie
- En 2003, le département comptabilisait 28 983 habitants estimés[2].

- En 2006 la ville comptait 14 594 habitants recensés[1].
- En 2019 la ville comptait 40 229 habitants recensés[3].

La ville est subdivisée en quatre secteurs, eux-mêmes divisés en quartiers.

## Histoire
En 1897, Binger estime la population à « environ 1 200 habitants » et qualifié le village de « assez prospère ». Il le quitte le lundi 28 mai.
La colonne de la Volta menée par le commandant Paul Constant Caudrelier entra à Boromo en mai 1897 et y fonda un poste militaire.

## Transports

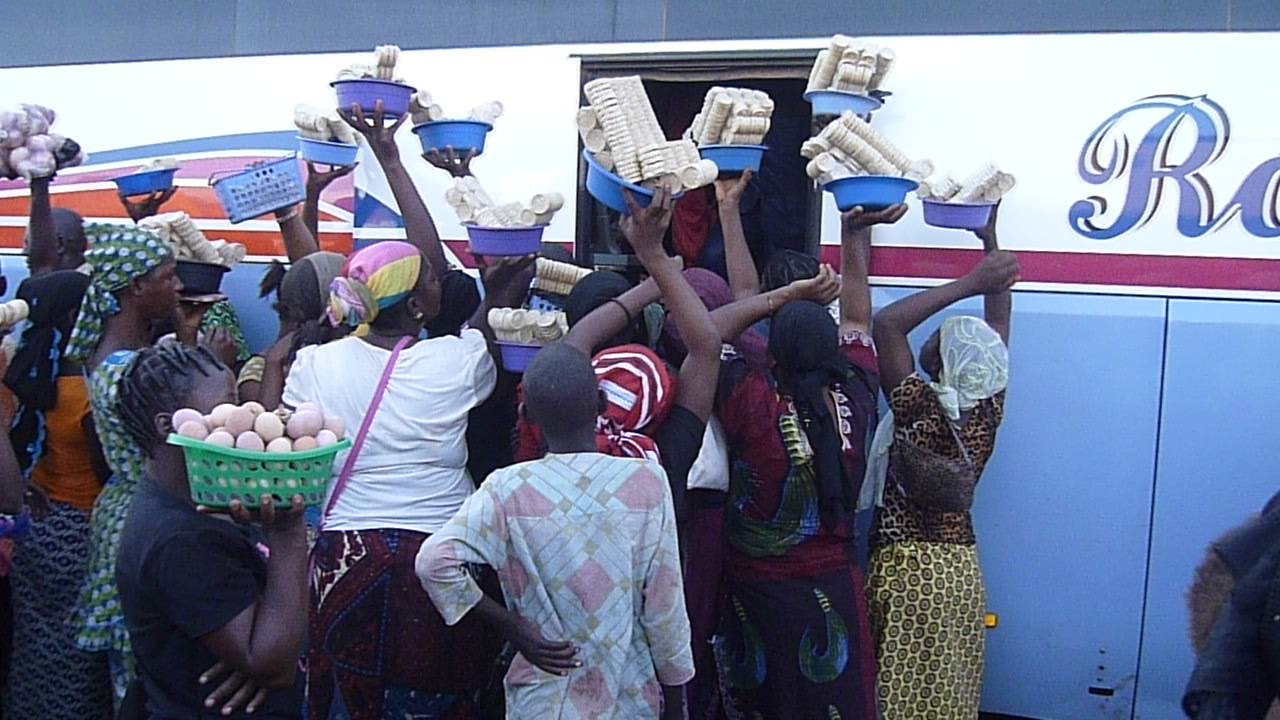
Boromo, ville-escale des bus reliant Ouagadougou et Abidjan.

Boromo est située sur la route nationale 1 à mi-chemin entre Ouagadougou et Bobo-Dioulasso.

## Éducation et santé
La commune accueille un centre médical avec une antenne chirurgicale ainsi qu'un centre de santé et de promotion sociale (CSPS).

## Culture

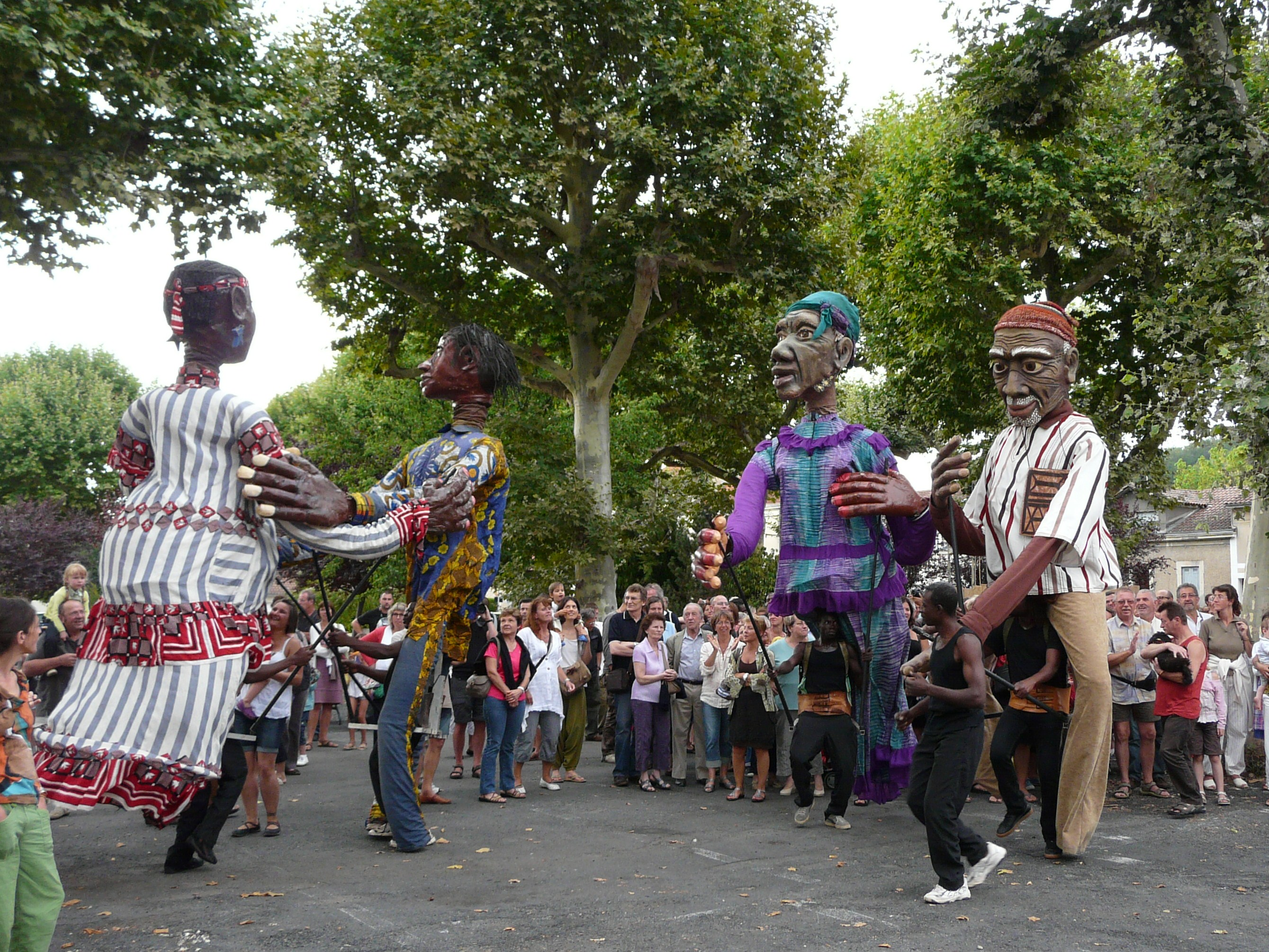
« Grandes personnes » de Boromo défilant à Périgueux lors du festival Mimos

Riche d'une grande diversité culturelle puisque la ville et ses environs sont habités par des Winyé (Ko ou Winiamas), des Bwas, des Nounoumas (ou Nunuma), des Mossis et des Peuls, Boromo est le siège de la compagnie de théâtre de rue les Grandes Personnes d'Afrique, Marionnettes de Boromo fondée en 2001, spécialisée dans la marionnette géante, qui y possède ses propres locaux.